# Judi Dench
Dame Judith Olivia Dench (York, 1934. december 9. –) Oscar-, Golden Globe- és többszörös BAFTA-díjas angol színésznő.

## Fiatalkora
A fiatal Judi Dench színpadon kezdte a karrierjét, többek között fellépett a National Theatre-ben és az Old Vic Theatre-ben is. Az 1960-as évek elején szinte csak kisebb tévés szerepeket kapott; 1965-ben figyeltek fel rá a Hajnali négykor című filmben. Három évvel később egy szerényebb költségvetésű Shakespeare-feldolgozásban játszotta el Titániát.

## Pályafutása

### 1970-es évek
Csak 5 év kihagyás után, 1973-ban jelentkezett újra a filmvásznon, igaz ezúttal is egy színmű adaptációjában: Guy Green rendező Luther-jében, mely John Osborne drámaíró forgatókönyve alapján készült. Utána egy Tony Richardson thriller következett Dead Cert címmel, majd újabb pár év kihagyás. Az 1970-es évek végén játszott még két Shakespeare adaptációban, többek között Macbethben Sir Ian McKellen oldalán.

### 1980-as évek
Az 1980-as évek elején Dench főként tévéfilmekben és sorozatokban szerepelt, majd 1985-ben jött a Szoba kilátással (A Room with a View), amelyért a legjobb női mellékszereplő kategóriában BAFTA-díjat kapott. Két évvel később Anthony Hopkins és Anne Bancroft mellett játszott az Egy ház Londonban (84 Charing Cross Road) című romantikus drámában. 1989-ben Kenneth Branagh nagy szakmai és közönségsikerrel fogadott V. Henrikjében (Henry V) kapott egy apróbb, de annál jelentősebb szerepet a rendezőtől.

### 1990-es évek
1995-ben játszott a Jack és Sarah (Jack & Sarah) című családi filmben, majd még ugyanebben az évben jött az új James Bond mozi, az Aranyszem (GoldenEye). Egy évvel később ismét Kenneth Branaghfal dolgozik együtt egy roppant igényesen elkészített Hamlet feldolgozásban. Dench olyan színészek mellett játszott, mint Kate Winslet, Jack Lemmon, Charlton Heston vagy John Mills. 1997-ben Viktória királynőt keltette életre a Botrány a birodalomban című filmben, mely alakításért megkapta a legjobb női alakításért járó Golden Globe-díjat. Ezután jött az újabb James Bond film, A holnap markában (Tomorrow Never Dies). 
1998-ban megkapta a legrangosabb filmes kitüntetést, az Oscar-díjat, mint legjobb női mellékszereplő, köszönhetően a Szerelmes Shakespeareben (Shakespeare in Love) nyújtott Erzsébet királynő alakításának. Az évezred végén játszott még Pierce Brosnan harmadik James Bond filmjében, A világ nem elégben (The World Is Not Enough).

### 2000-es évek
2000-ben ismét Oscarra jelölték a Csokoládéban nyújtott alakításáért, ahol Juliette Binoche és Johnny Depp partnere volt. Egy évvel rá az Irisben nyújtott lehengerlő alakítást Jim Broadbent mellett, a jutalma ismét egy Oscar-jelölés volt. Ebben az évben játszott még a Kikötői hírekben (Shipping News) Kevin Spacey, Julianne Moore és Cate Blanchett oldalán Lasse Hallström rendezésében. 2002-ben egy könnyed Oscar Wilde feldolgozásban a Bunbury, avagy jó, ha szilárd az ember-ben (The Importance of Being Earnest) villantja meg tudását a fiatalabb generációs Rupert Everett, Colin Firth és Reese Witherspoon mellett. Ezután következett egy James Bond-film, a Halj meg máskor (Die Another Day). 2005-ben ismét egy rövid, de jelentős szerepet kapott Joe Wright Büszkeség és balítélet (Pride & Prejudice) Jane Austen-adaptációjában. Még ugyanebben az évben Oscar-díjra jelölték a Mrs. Henderson bemutatja (Mrs Henderson Presesnts) című filmjéért. 2006-ban közreműködött Daniel Craig első Bond filmjében a Casino Royaleban, szintén a 007-es főnökeként. Az Egy botrány részleteivel (Notes on a Scandal) megszerezte a hatodik Oscar jelölését is.
2008-ban ismét szerepet játszhatott egy James Bond filmben, A Quantum csendjében. 2008-ban Európai film-díj életműdíjat kapott. 2009-ben a Nine című filmben, ahol számtalan híres színész és színésznővel együtt játszhatott együtt (Daniel Day-Lewis, Marion Cotillard, Penélope Cruz, Nicole Kidman és Sophia Loren).

### 2010-es évek
Szerepelt a 2011-ben bemutatott J. Edgar – Az FBI embere című filmben. 2012-ben hetedszer és egyben utoljára játszotta el M-et a Skyfall című James Bond-filmben.
2017-ben ismét Viktória királynőt alakította a Viktória királynő és Abdul c. romantikus filmben. Ugyanebben az évben Kenneth Branagh-val dolgozott együtt; Dragomirov hercegnő szerepét játszotta a Gyilkosság az Orient expresszen c. bűnügyi filmben.

## Filmográfia

### Film
| Év   | Magyar cím                                   | Eredeti cím                                                | Szerep                       | Magyar hang        | Rendező              |
| ---- | -------------------------------------------- | ---------------------------------------------------------- | ---------------------------- | ------------------ | -------------------- |
| 1964 |                                              | The Third Secret                                           | Miss Humphries               |                    | Charles Crichton     |
| 1965 | Hajnali négykor                              | Four in the Morning                                        | feleség                      | Törőcsik Mari      | Anthony Simmons      |
| 1965 |                                              | A Study in Terror                                          | Sally                        |                    | James Hill           |
| 1965 |                                              | He Who Rides a Tiger                                       | Joanne                       |                    | Charles Crichton     |
| 1968 |                                              | A Midsummer Night's Dream                                  | Titania                      |                    | Peter Hall           |
| 1974 |                                              | Luther                                                     | Katherine                    |                    | Guy Green            |
| 1974 |                                              | Dead Cert                                                  | Laura Davidson               |                    | Tony Richardson      |
| 1985 |                                              | Wetherby                                                   | Marcia Pilborough            |                    | David Hare           |
| 1985 | Szoba kilátással                             | A Room with a View                                         | Eleanor Lavish               | Kassai Ilona       | James Ivory          |
| 1985 | Szoba kilátással                             | A Room with a View                                         | Eleanor Lavish               | Halász Aranka      | James Ivory          |
| 1987 | Angyali párbeszéd                            | The Angelic Conversation                                   | narrátor                     |                    | Derek Jarman         |
| 1987 | Egy ház Londonban                            | 84 Charing Cross Road                                      | Nora Doel                    | Győry Franciska    | David Hugh Jones     |
| 1988 | Egy marék por                                | A Handful of Dust                                          | Mrs. Beaver                  | Szegedi Erika      | Charles Sturridge    |
| 1989 | V. Henrik                                    | Henry V                                                    | Sürge Nelly                  | Illyés Mari        | Kenneth Branagh      |
| 1989 | V. Henrik                                    | Henry V                                                    | Sürge Nelly                  | Kiss Mari          | Kenneth Branagh      |
| 1989 | V. Henrik                                    | Henry V                                                    | Sürge Nelly                  | Halász Aranka      | Kenneth Branagh      |
| 1995 | Jack és Sarah                                | Jack and Sarah                                             | Margaret                     | Halász Aranka      | Tim Sullivan         |
| 1995 | Aranyszem                                    | GoldenEye                                                  | M                            | Moór Marianna      | Martin Campbell      |
| 1996 | Hamlet                                       | Hamlet                                                     | Hekabé                       |                    | Kenneth Branagh      |
| 1997 | Botrány a birodalomban                       | Mrs Brown                                                  | Viktória királynő            | Szabó Éva          | John Madden          |
| 1997 | Botrány a birodalomban                       | Mrs Brown                                                  | Viktória királynő            | Tímár Éva          | John Madden          |
| 1997 | A holnap markában                            | Tomorrow Never Dies                                        | M                            | Schubert Éva       | Roger Spottiswoode   |
| 1998 | Szerelmes Shakespeare                        | Shakespeare in Love                                        | I. Erzsébet királynő         | Pásztor Erzsi      | John Madden          |
| 1999 | Tea Mussolinivel                             | Tea with Mussolini                                         | Arabella                     | Szabó Éva          | Franco Zeffirelli    |
| 1999 | A világ nem elég                             | The World Is Not Enough                                    | M                            | Tímár Éva          | Michael Apted        |
| 2000 | Idegenek karjaiban (dokumentumfilm)          | Into the Arms of Strangers: Stories of the Kindertransport | narrátor                     |                    | Mark Jonathan Harris |
| 2000 | Csokoládé                                    | Chocolat                                                   | Armande Voizin               | Pásztor Erzsi      | Lasse Hallström      |
| 2001 | Iris – Egy csodálatos női elme               | Iris                                                       | Iris Murdoch                 | Kassai Ilona       | Richard Eyre         |
| 2001 | Kikötői hírek                                | The Shipping News                                          | Agnis Hamm                   | Pásztor Erzsi      | Lasse Hallström      |
| 2002 | Bunbury, avagy jó, ha szilárd az ember       | The Importance of Being Earnest                            | Lady Bracknell               | Almási Éva         | Oliver Parker        |
| 2002 | Halj meg máskor                              | Die Another Day                                            | M                            | Tímár Éva          | Lee Tamahori         |
| 2004 | A legelő hősei                               | Home on the Range                                          | Mrs. Caloway (hangja)        | Molnár Piroska     | Will Finn            |
| 2004 | A legelő hősei                               | Home on the Range                                          | Mrs. Caloway (hangja)        | Molnár Piroska     | John Sanford         |
| 2004 | A sötétség krónikája                         | The Chronicles of Riddick                                  | Aereon                       | Pásztor Erzsi      | David Twohy          |
| 2004 | Hölgyek levendulában                         | Ladies in Lavender                                         | Ursula Widdington            | Szabó Éva          | Charles Dance        |
| 2005 | Büszkeség és balítélet                       | Pride & Prejudice                                          | Catherine de Bourgh          | Halász Aranka      | Joe Wright           |
| 2005 | Mrs. Henderson bemutatja                     | Mrs Henderson Presents                                     | Laura Henderson              | Szabó Éva          | Stephen Frears       |
| 2006 | A bűvös körhinta                             | The Magic Roundabout                                       | narrátor (hangja)            |                    | Jean Duval           |
| 2006 | A bűvös körhinta                             | The Magic Roundabout                                       | narrátor (hangja)            | Frank Passingham   |                      |
| 2006 | A bűvös körhinta                             | The Magic Roundabout                                       | narrátor (hangja)            | Dave Borthwick     |                      |
| 2006 | Casino Royale                                | Casino Royale                                              | M (Olivia Mansfield)         | Tímár Éva          | Martin Campbell      |
| 2006 | Egy botrány részletei                        | Notes on a Scandal                                         | Barbara Covett               |                    | Richard Eyre         |
| 2008 | A Quantum csendje                            | Quantum of Solace                                          | M (Olivia Mansfield)         | Tímár Éva          | Marc Forster         |
| 2009 |                                              | Rage                                                       | Mona Carvell                 |                    | Sally Potter         |
| 2009 | Kilenc                                       | Nine                                                       | Lilli                        | Császár Angela     | Rob Marshall         |
| 2011 | Jane Eyre                                    | Jane Eyre                                                  | Mrs. Fairfax                 | Szabó Éva          | Cary Joji Fukunaga   |
| 2011 | Jane Eyre                                    | Jane Eyre                                                  | Mrs. Fairfax                 | Kovács Nóra        | Cary Joji Fukunaga   |
| 2011 | A Karib-tenger kalózai: Ismeretlen vizeken   | Pirates of the Caribbean: On Stranger Tides                | úrihölgy a hintóban (cameo)  | Pásztor Erzsi      | Rob Marshall         |
| 2011 | Egy hét Marilynnel                           | My Week with Marilyn                                       | Sybil Thorndike              | Szabó Éva          | Simon Curtis         |
| 2011 |                                              | Friend Request Pending (rövidfilm)                         | Mary                         |                    | Chris Foggin         |
| 2011 | J. Edgar – Az FBI embere                     | J. Edgar                                                   | Annie Hoover                 | Szabó Éva          | Clint Eastwood       |
| 2012 |                                              | Run for Your Wife                                          | hölgy (cameo)                |                    | Ray Cooney           |
| 2012 | John Luton                                   | Run for Your Wife                                          | hölgy (cameo)                |                    |                      |
| 2012 | Keleti nyugalom – Marigold Hotel             | The Best Exotic Marigold Hotel                             | Evelyn Greenslade            | Menszátor Magdolna | John Madden          |
| 2012 | Skyfall                                      | Skyfall                                                    | M (Olivia Mansfield)         | Tímár Éva          | Sam Mendes           |
| 2013 | Philomena – Határtalan szeretet              | Philomena                                                  | Philomena Lee                | Tímár Éva          | Stephen Frears       |
| 2015 | Keleti nyugalom – A második Marigold Hotel   | The Second Best Exotic Marigold Hotel                      | Evelyn Greenslade            | Menszátor Magdolna | John Madden          |
| 2015 | Spectre – A Fantom visszatér                 | Spectre                                                    | M (Olivia Mansfield) (cameo) |                    | Sam Mendes           |
| 2016 | Vándorsólyom kisasszony különleges gyermekei | Miss Peregrine's Home for Peculiar Children                | Miss Esmeralda Avocet        | Hámori Ildikó      | Tim Burton           |
| 2017 | Tulipánláz                                   | Tulip Fever                                                | Apátnő                       | Tímár Éva          | Justin Chadwick      |
| 2017 | Viktória királynő és Abdul                   | Victoria & Abdul                                           | Viktória királynő            | Tímár Éva          | Stephen Frears       |
| 2017 | Gyilkosság az Orient Expresszen              | Murder on the Orient Express                               | Natalia Dragomiroff hercegnő | Tímár Éva          | Kenneth Branagh      |
| 2018 | A vörös ügynök                               | Red Joan                                                   | Joan Stanley                 | Tímár Éva          | Trevor Nunn          |
| 2018 | Színház a világ                              | All Is True                                                | Anne Hathaway                |                    | Kenneth Branagh      |
| 2018 |                                              | Nothing Like a Dame (dokumentumfilm)                       | önmaga                       |                    | Roger Michell        |
| 2019 | Macskák                                      | Cats                                                       | Old Csendbelenn              | Hámori Ildikó      | Tom Hooper           |
| 2020 | Artemis Fowl                                 | Artemis Fowl                                               | Julius Root parancsnok       |                    | Kenneth Branagh      |
| 2020 | Kísért a feleségem                           | Blithe Spirit                                              | Madame Arcati                | Pásztor Erzsi      | Edward Hall          |
| 2020 | Hat perc éjfélig                             | Six Minutes to Midnight                                    | Miss Rocholl                 |                    | Andy Goddard         |
| 2021 |                                              | Off the Rails                                              | Diana                        |                    | Jules Williamson     |
| 2021 | Belfast                                      | Belfast                                                    | Nagyi                        | Tímár Éva          | Kenneth Branagh      |
| 2022 |                                              | Allelujah                                                  | Mary                         |                    | Richard Eyre         |
| 2022 | A karácsony szellemében                      | Spirited                                                   | önmaga (cameo)               |                    | Sean Anders          |

### Televízió
- 1994: Middlemarch (Middlemarch); George Eliot
- 2000: Az utolsó szőke bombázó (The Last of the Blonde Bombshells)
- 2001: Angelina, a balerina (Angelina Ballerina); Miss Lilly (hang)
- 2007: Cranford (Crandford); Matty Jenkyns